# Wish You Were Here (1987)
Wish You Were Here is een Britse komedie-dramafilm uit 1987, geschreven en geregisseerd door David Leland. De hoofdrollen worden vertolkt door Emily Lloyd en Tom Bell. De film is losjes gebaseerd op de adolescentie van Cynthia Payne die opgroeide aan de kust van Sussex en later bordeelhoudster werd in Streatham.

## Verhaal
De 15-jarige Lynda Mansell woont begin jaren vijftig met haar vader Hubert en jongere zus Margaret in een kleine Engelse badplaats. Haar vader heeft alle band met Lynda verloren en wil graag van haar af, wat hij herhaaldelijk uitdrukt als hij bij zijn bevriende operateur Eric is. Haar zus blijft haar lastigvallen dat ze in het leger wil. Onbezonnen en vroegrijp, schokt Lynda de mensen om haar heen met haar vulgaire taal (bijvoorbeeld midden in de nacht ergert ze een oudere buurvrouw door te zeggen "in je reet"). Daarnaast verveelt Lynda zich met de conventionele banen (kapper, frietverkoper, serveerster) waaruit ze voortdurend wordt ontslagen vanwege haar schokkende gedrag.
Ze verveelt zich ook nogal met de jonge mannen in de stad. Brian, een jonge man met wie ze naar de film gaat, durft haar niet te kussen. Ze ontmoet dan de jonge buschauffeur Dave en brengt haar eerste nacht met hem door. Maar Dave maakt zichzelf alleen maar belachelijk door zijn benauwde gedrag en de seks gaat niet zoals Lynda zich had voorgesteld. De volgende ochtend komt Dave's oom op bezoek. Lynda moet zich onder het bed verstoppen en de hond van Dave's oom vindt het gebruikte condoom onder het bed en neemt het mee. Dave's oom merkt dit op straat en draait zich om en ziet Lynda en Dave bij het raam staan en hem uitlachen. Lynda wordt naar een psychiater gestuurd die ze op haar brutale en humoristische manier paradeert.
Lynda's leven verandert wanneer ze Eric leert kennen, die ongeveer even oud is als haar vader. Eric is tegelijkertijd gefascineerd en walgelijk door haar. Ze slapen een paar keer samen en Lynda wordt zwanger. Als haar vader erachter komt, onteigent hij haar. Lynda probeert wanhopig het kind te laten aborteren door een charlatan. Maar na een gesprek met haar tante Millie bedenkt ze zich en wil ze het kind houden. Op het einde zie je Lynda als een gelukkige volwassen vrouw en moeder met een kinderwagen en daarentegen de oude Lynda met een fiets.

## Rolverdeling
| Acteur             | Personage        |
| ------------------ | ---------------- |
| Emily Lloyd        | Lynda Mansell    |
| Tom Bell           | Eric             |
| Geoffrey Hutchings | Hubert Mansell   |
| Jesse Birdsall     | Dave             |
| Chloe Leland       | Margaret Mansell |
| Pat Heywood        | Tante Millie     |

## Productie
De originele filmmuziek werd gecomponeerd door Stanley Myers. De eerste filmdag was op de 16e verjaardag van Emily Lloyd. De film werd geprezen door critici en won de Fédération Internationale de la Presse Cinématographique-prijs op het Filmfestival van Cannes in 1987, een BAFTA-prijs voor beste scenario voor regisseur Leland en de prijs voor beste actrice voor Lloyd van de National Society of Film Critics.

## Release
De film ging in première in mei 1987 op het 40ste Filmfestival van Cannes.

## Ontvangst
Op Rotten Tomatoes heeft Wish You Were Here een waarde van 85% en een gemiddelde score van 7,20/10, gebaseerd op 33 recensies.